# Lucius Aurelius Cotta (Konsul 65 v. Chr.)
Lucius Aurelius Cotta war ein Politiker der späten römischen Republik.
Der Bruder von Gaius und Marcus Aurelius Cotta, Konsuln der Jahre 75 und 74 v. Chr., war im Jahr 70 v. Chr. Prätor. In diesem Amt sorgte er durch die lex Aurelia iudiciaria für eine Reform der Geschworenengerichte.
Im Jahr 66 v. Chr. klagte er zusammen mit Lucius Manlius Torquatus erfolgreich die designierten Konsuln des folgenden Jahres wegen Wahlbetrugs an und wurde selbst Konsul für das Jahr 65 v. Chr. Bereits im darauffolgenden Jahr wurde er Zensor, musste jedoch nach einem Konflikt mit den Volkstribunen das Amt vorzeitig aufgeben.
Cotta lebte noch im Jahr 44 v. Chr., in dem er als Quindecimvir sacris faciundis angeblich für den Partherkrieg die Ausrufung Caesars zum König fordern wollte.